# Хемодескриптор
Хемодескриптор (англ. chemodescriptor) — засіб класифікації хімічних сполук, що дозволяє точно віднести за структурними чи іншими властивостями хімічні сполуки до певних груп. Широко використовується в хемометриці, хемоінформатиці, комбінаторній хімії.